# Chan Chong Ming
Dans ce nom, le nom de famille, Chan, précède le nom personnel.
Chan Chong Ming, né le 16 février 1980 à Kuala Selangor, est un joueur malaisien de badminton.

## Carrière
En double messieurs avec Chew Choon Eng, il est médaillé de bronze aux Championnats du monde de badminton 2001, aux Jeux d'Asie du Sud-Est de 2001, aux Jeux du Commonwealth de 2002, aux Jeux asiatiques de 2002 et aux Championnats d'Asie de badminton en 2004.
En double messieurs avec Koo Kien Keat, il est médaillé de bronze aux Championnats du monde de badminton 2005, aux Jeux d'Asie du Sud-Est de 2005 et aux Jeux du Commonwealth de 2006.